# عاشقانه سلطنتی

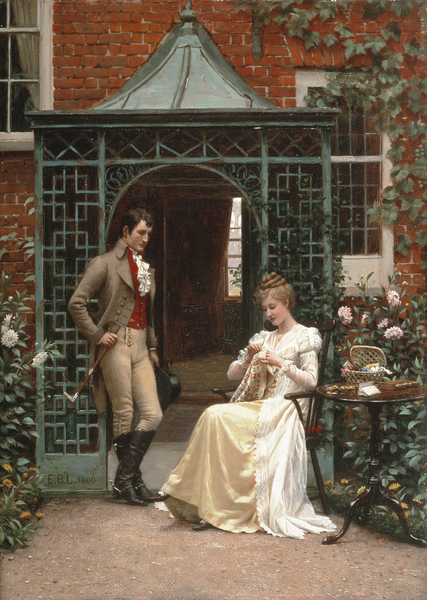
در آستانه (۱۹۰۰)، اثر ادموند لیتون، نقاشی در دوره رواج سلطنت.

عاشقانه سلطنتی یا ریجنسی (انگلیسی: Regency romance) یک زیرژانر از رمان‌های عاشقانه هستند که در دوره سلطنت بریتانیا (۱۸۱۱-۱۸۲۰) یا اوایل قرن ۱۹ اتفاق می‌افتند. رمان‌های سلطنتی به‌جای این‌که نسخه‌هایی از داستان‌های عاشقانه معاصر باشند که به یک محیط تاریخی منتقل می‌شوند، یک ژانر متمایز با پی‌رنگ و قراردادهای سبکی خاص خود هستند. عاشقانه‌های سلطنتی نه از آثار معاصر قرن نوزدهم مانند جین آستن، بلکه بیشتر از جورجت هیر نشأت می‌گیرند که بیش از دوجین رمان را در ژانر سلطنتی نوشت، که از سال ۱۹۳۵ تا زمان مرگش در سال ۱۹۷۴ شروع شد. این گونه دارای دیالوگ‌های هوشمندانه و سریع بین قهرمان‌های داستان است و رابطه جنسی صریح یا بحث جنسی در آن بسیار کم است.

## عناصر مشترک
بسیاری از رمان‌های عاشقانه سلطنتی دارای عناصر مشترک زیر هستند:
- لحن مناسب
- به تصویر کشیدن فعالیت‌های اجتماعی رایج در طول یک دوره اجتماعی مانند کالسکه‌سواری، تماس‌های صبحگاهی، مهمانی‌های شام، گردش، نمایش، اپرا، مجالس و غیره.
- ارجاع یا شرح فعالیت‌های ورزشی که توسط مردان جوان شیک‌پوش یک دوره اجتماعی انجام می‌شود، از جمله سوارکاری، رانندگی، بوکس، شمشیربازی، شکار، تیراندازی و غیره.
- تفاوت طبقات اجتماعی
- آسودگی در ازدواج‌ها: ازدواج مبتنی بر عشق گزینه‌ای برای اکثر زنان در سلطنت بریتانیا نبود، زیرا تأمین درآمد ثابت و کافی اولین نکته برای زن و خانواده او بود.[۳]
- نامزدی‌های دروغین
- کارگران جنسی، زنان بدنام، معشوقه‌ها و سایر زنانی که توسط هول‌ها و مردانی از طبقات بالا به‌کار گرفته می‌شوند.
- هویت اشتباه، عمدی یا جعلی
- عناصر معمایی یا لوده‌گری در طرح
- سیستم طبقاتی مقام‌های اشرافی انگلستان نقش زیادی در «ازدواج» عاشقانه سلطنتی ایفا می‌کند. ناظران به فراوانی بیش از حد دوک‌ها در این ژانر (از لحاظ تاریخی و از نظر آماری) اشاره کرده اند.[۴]